# Protestáns pátens
A protestáns pátenst az osztrák kormány adta ki 1859. szeptember 1-jén. Ehhez ragaszkodott is és be is tartatta, egészen 1860. május 15-ig, amikor is, a király kiadta kéziratát, miszerint visszahelyezte az egyházi jogállapotot a ’48-as idők előtti jogállapotra.
Ez alatt a néhány hónap alatt a birodalmi kormányzat többször is megpróbált halálos csapást mérni a protestáns egyházakra, ugyanis ekkor született meg maga a Pátens, de rögtön utána a Miniszteri rendelet is napvilágot látott.

## A pátens előzményei
1849. augusztus 13-án a magyar honvédek Világosnál letették a fegyvert a túlerőben levő cári haderő előtt. Ezt követően a bécsi kabinet ostromállapotot hirdetett a teljes Magyarországra. Az Erdéllyel való uniót semmisnek tekintették, és a két országot külön kormányzat alá rendelték Bécs fennhatósága alatt. Magyarországon a katonai kormányzó Haynau lett, a polgári kormányzó pedig Geringer.
A császári vezetés a protestáns egyházban látta a potenciális veszélyforrást, ezért mindent megtett ezek működésének ellehetetlenítéséért. Azzal kezdte, hogy betiltotta a presbiteri - s általában az egyházi - gyűlések tartását, majd folytatta azzal, hogy tervbe vette az egyházkerületek átszervezését, azoknak a katonai kerületekbe való belekényszerítését. Így született meg az első Entwurf, amely 101 szakaszból álló törvénytervezet volt, amely Mária Dorottya közbenjárására meghiúsult.
Leo Thun akkori kultuszminiszter azonban tovább folytatta az erre való előkészületeket. Ennek szerves bizonyítéka, hogy 1852-ben bekérte az egyházkerületektől az érvényben levő kánonokat.
Haynau, azon ürügy alatt, hogy a protestáns egyház több elöljárója a népet lázadásra szította, 1850. február 10-én kiadta egyházszervező parancsát, melynek értelmében felfüggesztette az egyházkerületi és egyházmegyei gondnokok hivatalát. A cél itt is a protestáns egyházak gyengítése volt, megfosztva őket a befolyásos világi tagok segítségétől.
A kormány mindent elkövetett a protestáns nép zaklatására. 1851-ben bezáratta a Londoni Bibliatársulat magyarországi kirendeltségeit és lefoglalta a raktárjaikban levő összes Bibliát. Nagy diplomáciai erőfeszítések árán tudta csak rávenni a londoni kormány az osztrákokat a művek visszaszolgáltatására. A Bibliatársulat csupán 1854 után kapta meg újból a működési engedélyét.
Ilyen körülmények között tűzte napirendre Bécs a magyar protestánsok egyházkormányzatának átalakítását, melynek tervét Leo Thun készítette el. Rögtön Mária Dorottya halála után, 1855-ben össze is hívott kilenc protestáns vezetőt tervének ismertetésére, mely ellen mindannyian tiltakoztak, de ez Thunt nem befolyásolta. Véleményezés végett 1856. augusztus 21-én szétküldte az egyházkerületeknek a második Entwurfot, melyet a protestáns egyházak visszautasítottak. Ekkor úgy tűnt, hogy a visszautasítás után újból fellélegezhettek.
Ez viszont csupán 1859. szeptember 1-ig tarthatott, ekkor ugyanis a császári nyílt parancs, a pátens, végső csapást mért a protestáns egyházi és iskolai önkormányzatra.

## A pátens
Az 58 pont két különálló csoportra osztható. Az első csoportba tartoznak az úgynevezett előnyök, a második csoportba pedig azok amelyek konkréten a szankciókat takarják. Viszont azt is érdemes megfigyelni, hogy melyek az eredeti ötletek, mivel előbbiek csupán a korábbi törvények megismétlése, így nem nevezhetők újító törvényeknek, csupán csapdaként szolgáltak az egyszerű emberek számára.
Egy példa: az egyik pont azt mondja ki, hogy a zsinatok tartásánál nem kötelező egy államhatósági tiszt vagy felügyelő jelenléte. Ezzel az a gond, hogy hiába teszi meg a kormány ezt az engedményt, ha már előbb kimondta azt, hogy a zsinatok nem lehetnek nyilvánosak - a lényeg pedig éppen a nyilvánosságban van. 
Egy másik pont, ami szintén érdekes: megengedik az egyházi bíróságoknak, hogy ők határozzanak a házassági ügyekben. A valóságban ez semmi újat nem közöl, mivel ezt egy, már az 1791-ben keletkezett törvény kimondja. 
Egy újabb, szintén érdekes szemfényvesztés: a király meghagyja a szabad vallásgyakorlatot a határőrvidékeken élő protestánsoknak. Ez sem reveláció, hiszen a bécsi béke megkötésekor már ezek a vidékek is a magyar korona alá tartoztak, a szabad vallásgyakorlat tehát számukra már adott volt. 
A kormány azt is megígérte benne, hogy a kerületeknek minden évben anyagi segítséget fog nyújtani az államkincstárból, ami újfent fenntartásokkal kezelendő.

## Miniszteri rendelet
A Leo Thun által írt miniszteri rendelet tartalmában és hangnemében nézve sokkal erőteljesebb és követelőzőbb, mint maga a pátens. A rendelet végén úgy is fogalmaz, hogy mindez csak következménye a pátensnek, viszont ma már tudjuk, hogy ez a protestáns nép ellenállásának következménye volt, amely január 11-én, Debrecenben mutatta meg erejét.
A rendeletet tőzetesebben szemügyre vételező megállapíthatja, hogy javarészt utalások tömkelegéből áll. Thun végig, szinte minden egyes mondatát azzal támasztja alá, hogy az vagy a szeptember 1-jei pátensben, vagy a szeptember 2-i miniszteri rendeletben meg van írva. Ezek oltalma alá bújva pedig igen súlyos mondatok kerültek ki a tolla alól: például, mikor arról ír, hogy az új törvények értelmében semmi sem gátolja a gyülekezeteket, egyházmegyéket és -kerületeket abban, hogy alkalmazkodjanak a törvényhez - vagyis, hogy megkezdjék átszervezni az egyházukat. (Ballagi Géza azt mondja művében, hogy át kellett szervezzék a „történelmi jog szilárd alapjait” egy „fejedelmi kegyelem ingoványává ”.) Ezután pedig azon egyházközségekhez szól, akik még nem kezdték meg az átszervezést, saját érdekükben mihamarabb kezdjék el, és legkésőbb 1860. március végéig terjesszék be az egyházi és a politikai hatóságokhoz az erről szóló jelentéseiket. Akik nem teljesítik a parancsot, minden igényük elvész, és jogvesztettek lesznek.
Ugyanakkor figyelmezteti az egyházmegyéket azon kötelezettségükre, hogyha akarnak még valaha a kormány által is elismert egyházmegyei gyűlést tartani, akkor mihamarabb kezdjék el ők is az átszervezéseket. Itt erősíti meg Thun azt, hogy egyházmegyei közgyűlések csak a szeptember 2-i miniszteri rendelet szerint tarthatók, vagyis csak azok az egyházközségi képviselők mehetnek el a gyűlésre, akik már részt vettek az átszervezésben, akik azonban nem vettek részt, nincs szavazati joguk.

## Az elnyomás vége
A „rémuralom” azonban percről-perce olvadozott, s 1860. május 15-én megérkezett a királyi kézirat, mely az egyházat az 1848 előtti jogállapotra helyezte vissza.
Az, hogy a protestáns egyház túlélte a megpróbáltatást, részben annak köszönhető, hogy Révész Imre megírta a Tájékozás című egyház-jogvédő iratát. Ez oltalmat nyújtott a protestáns lelkipásztoroknak, mert volt mire hivatkozzanak, hogy miért nem tartják be a királyi önkényes utasítást.